# 子山 (齐国)
子山，春秋时期齐国人物。
前532年（周景王十三年、鲁昭公十年、齐景公十六年），齐国诸大夫内讧。陈氏、鲍氏击败栾氏、高氏，分其室，欒施、高彊逃奔鲁国。晏子劝陈桓子谦让。陈桓子召见子山，私下准备了帷幕、器物、从者的衣服鞋子，并把棘地还给了子山。对子商、子周也是如此。召子城、子公、公孙捷回国，增加了他们的俸禄。